# The Ansonia
L'Ansonia est un ancien hôtel situé dans l'Upper West Side de Manhattan, à New York. Ses suites et ses chambres furent transformées en 1992 en appartements. Planté sur Broadway entre la 73e et la 74e rue, il a été la résidence préférée de nombreux musiciens, séduits par son confort et l'épaisseur de ses murs : Caruso, Toscanini, Stravinsky, etc.

## Histoire
L'immeuble fut édifié, à la demande du promoteur William Earl Dodge Stokes, de 1899 à 1904, sous la direction de l'architecte français Paul-Émile Duboy (1857-1907), à quelques blocs du Dakota Building avec lequel il entendait rivaliser en devenant le plus grand hôtel de Manhattan. Son caractère « haussmannien » prononcé sautera aux yeux du touriste parisien le moins averti. 
On trouvait sur son toit, jusqu'à ce qu'elle fût fermée par le département de la Santé (1907), une petite ferme destinée à alimenter les résidents en produits frais. Cette « farm on the roof » abritait cinq cents poulets, des canards, des chèvres et un ours apprivoisé.
Un temps menacé de destruction, l'Ansonia fut finalement ajouté au Registre national des lieux historiques en 1980.

## Dans la culture
L'immeuble apparaît dans de nombreux films, notamment dans JF partagerait appartement (Single White Female, 1991) de Barbet Schroeder, Les Trois Jours du Condor (Three Days of the Condor, 1975) de Sydney Pollack (la grande allée de la réception), Pas un mot (2001, avec Michael Douglas) ou Ma super ex (My Super Ex-Girlfriend, 2006), mais également dans la série télévisée 666 Park Avenue.

## Galerie

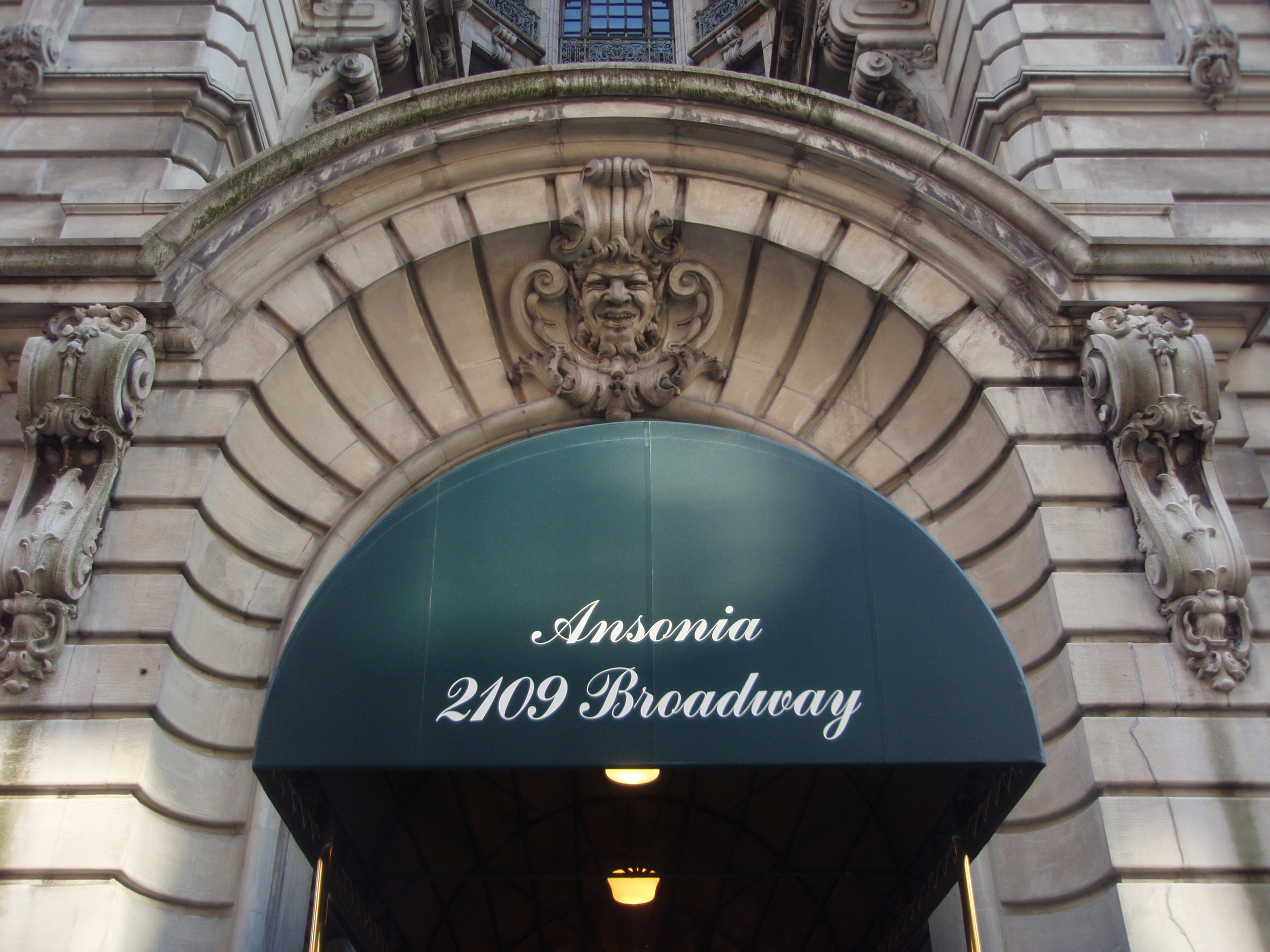
Une des entrées.
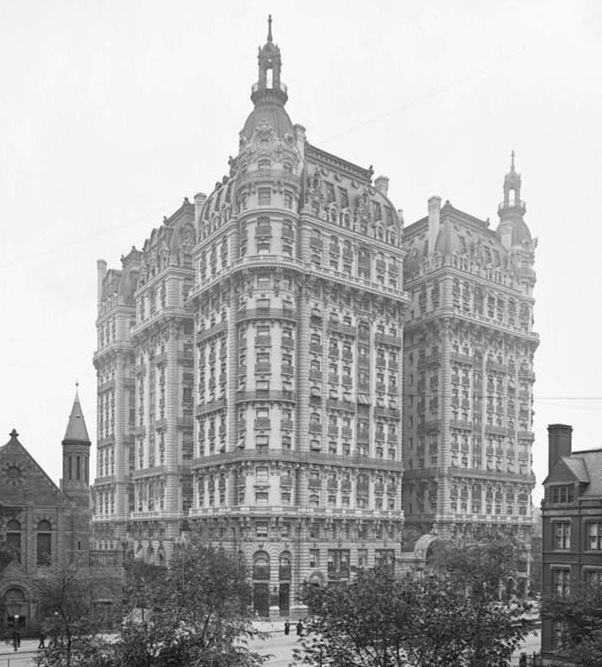
L'Ansonia en 1905.
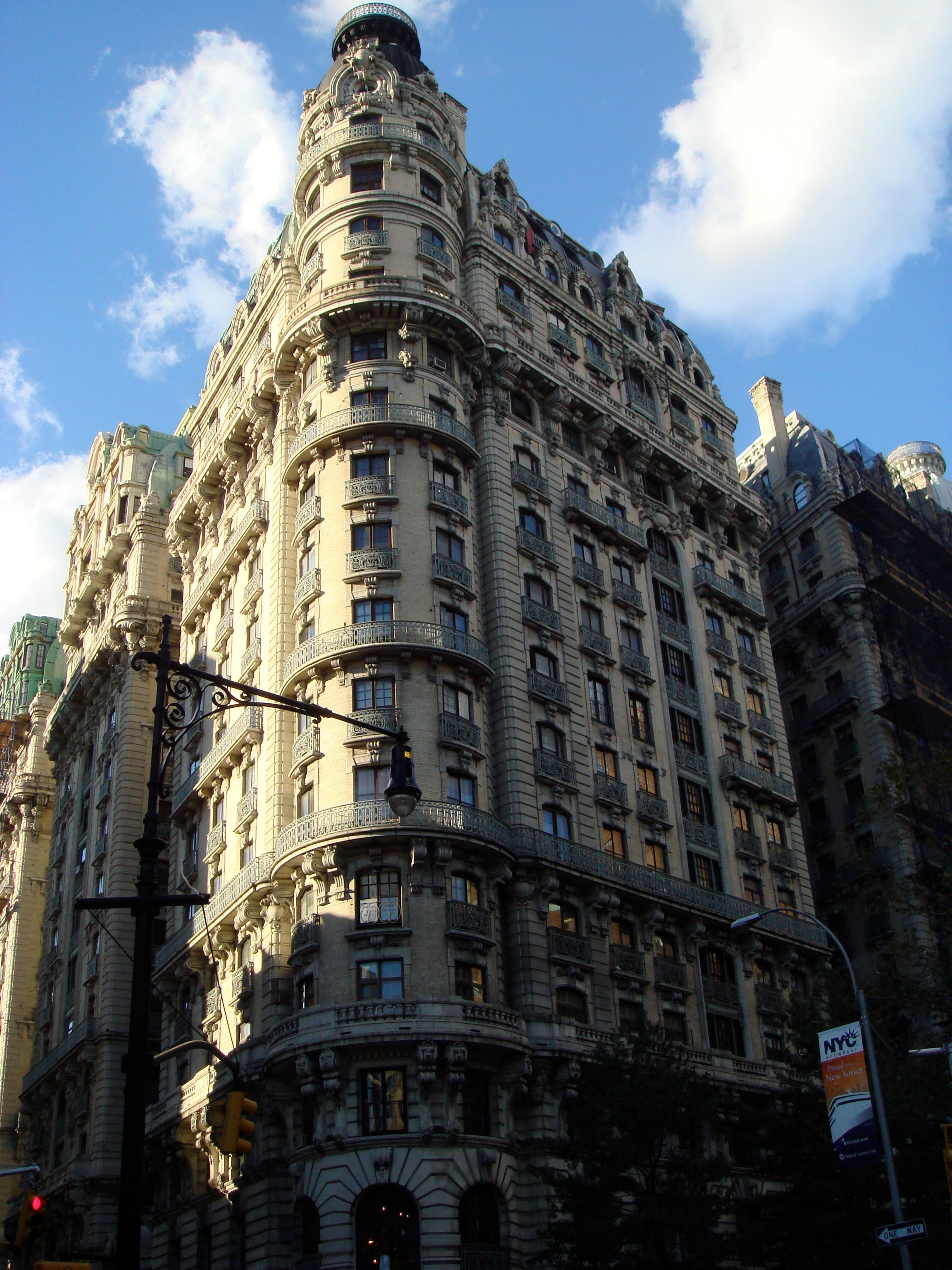
Vue d'ensemble.